# Grokking (apprentissage automatique)

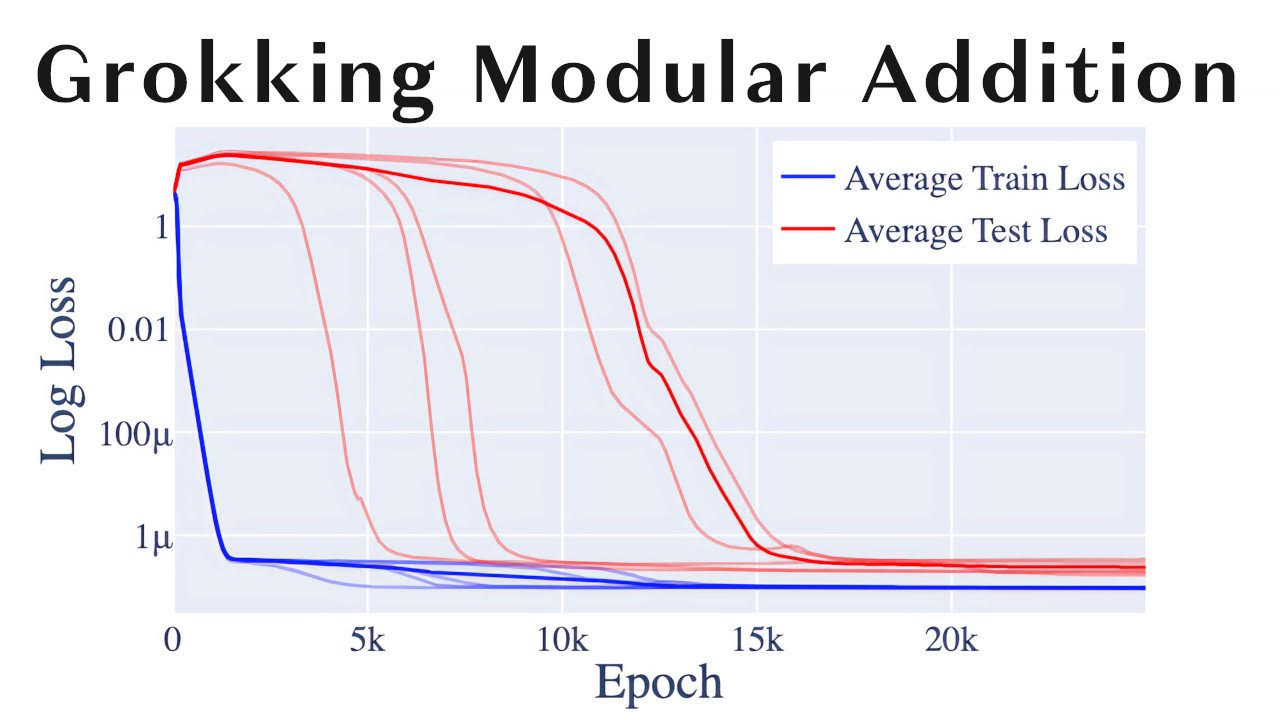
Les courbes de perte bleues représentent une mémorisation précoce des données d'entraînement (similaire au surapprentissage), et les courbes rouges montrent la généralisation tardive, avec l'apprentissage d'un algorithme d'addition modulaire qui fonctionne pour d'autres nombres.

En apprentissage automatique, le grokking (ou généralisation différée), est un phénomène où, après avoir commencé en mémorisant simplement les réponses attendues, le modèle apprend soudainement une solution qui se généralise à des tâches similaires,,.
Le terme a été introduit en janvier 2022 par des chercheurs d'OpenAI qui étudiaient comment les réseaux de neurones effectuent des additions. Le terme dérive du mot grok inventé par Robert Heinlein dans son roman Stranger in a Strange Land.
Le grokking peut être compris comme une transition de phase au cours du processus d'entraînement. Bien que le grokking ait été considéré comme un phénomène largement lié à des modèles relativement superficiels, le grokking a été observé dans des réseaux neuronaux profonds et des modèles non neuronaux, et fait l'objet de recherches,,,.
Une explications potentielle serait que la normalisation (un composant de la fonction de perte qui pénalise les valeurs élevées de paramètres) favorise la solution générale, qui implique des valeurs moins élevées de paramètres, mais qui est aussi plus difficile à trouver. Selon Neel Nanda, l'apprentissage de la solution générale pourrait en fait être graduelle, même si la transition vers la solution générale arrive ensuite de manière relativement soudaine.